# Š
Š, šはSにハーチェク（キャロン）を付した文字である。
チェコ語、スロバキア語、クロアチア語、スロベニア語、エストニア語、ラトビア語、リトアニア語等で使われる。多くの言語において、無声後部歯茎摩擦音（日本語のシャシュショ、英語の sh のような音）を表す。

## 用例
この文字の起源は、十五世紀のチェコ語アルファベットにおいて、ヤン・フスが改良のために導入したことによる。その後1830年にはリュデヴィト・ガイによりクロアチア語アルファベットにも採用された。現在では、ボスニア語、ベラルーシ語のラテンアルファベット表記、エストニア語、ラトビア語、リトアニア語、マケドニア語、モンテネグロ語、スロヴァキア語、スロヴェニア語、セルビア語、カレリア語、サーミ語、ヴェプス語、ソルブ語等の言語で使われる。以上の幾つかの言語はキリル文字のШをラテンアルファベットにおいて表記するときにŠを使用する。
一方、Šはフィンランド語やエストニア語でも稀に使用されるが、外来語に限る。Šの文字が使えない環境にあるときには、Shに置き換える。
ヨーロッパ以外でも、Šはパシュトー語、ラコタ語、シャイアン語、クリー語 (ムースクリー語などの方言において)、又北ソト語やソンガイ語）などの幾つかのアフリカの言語でも使用する。

## 符号位置
| 大文字 | Unicode | JIS X 0213 | 文字参照                | 小文字 | Unicode | JIS X 0213 | 文字参照                | 備考 |
| ------ | ------- | ---------- | ----------------------- | ------ | ------- | ---------- | ----------------------- | ---- |
| Š      | U+0160  | 1-10-6     | &Scaron; &#x160; &#352; | š      | U+0161  | 1-10-18    | &scaron; &#x161; &#353; |      |